# Antoinette Rocheux
Antoinette Louise Rocheux, née le 11 mai 1901 à Paris et morte dans cette même ville le 5 mai 1973, est une rameuse d'aviron française.

## Biographie
Antoinette Louise Rocheux est la fille de Antoine Pierre Rocheux(1855-1913), emballeur, et de Louise Juliette Massif, éventailliste. Son frère ainé Philippe (1887-1914) s'engage lors de la Première Guerre mondiale et n'en reviendra pas.
En 1921, elle fait ses débuts dans la section d'aviron de la  Fédération féminine sportive de France  (FFSF) présidée par Alice Milliat, elle-même rameuse émérite. En 1925, elle rentre à la Ruche Sportive dont elle dirige la section aviron dès l'année suivante. Elle est championne de France et internationale d'aviron à plusieurs reprises et pratique également d'autres sports comme le football ou le basketball. 
Vendeuse en confection, elle vit célibataire et habite au 28 rue Yves-Toudic. Elle est morte à l'Hôpital Tenon à l'âge de 71 ans.

## Palmarès
- En 1922, elle remporte son brevet d'audax rameur en couvrant les 60 kilomètres de l'épreuve en 6h45.
- En 1926, elle remporte son second brevet d'audax, en marche cette fois, en couvrant 50 kilomètres en moins de 12 heures.
- En 1927, elle remporte le championnat de Paris, dans l'épreuve du 4 en yole de mer.
- En 1928, son palmarès s'enrichit d'un nouveau brevet d'audax, celui des 200 kilomètres cycliste en moins de 14 heures.
- En 1929, elle remporte pour la 3e fois le 4 en yole de mer dans le championnat de France.
- Elle participe également à quelques "courses des sports" (natation, course à pied et aviron) organisées par Académia.

## Notoriété
- Antoinette Rocheux est titulaire de la médaille d'or de l'Éducation sportive[4]
- En 1937 elle est la douzième femme élue à l'Académie des sports[5].